# Казаклар (Арский район)
Казакла́р — деревня в Арском районе Татарстана. Входит в состав Сизинского сельского поселения.

## География
Находится в северо-западной части Татарстана, в 19 км к северо-востоку от районного центра — города Арска, у речки Кисьмесь.

## История
Деревня известна с 1646 года. В исторических документах упоминается также под названием Служилый Муй.
В XVIII — первой половине XIX века жители относились к сословию государственных крестьян. Основные занятия жителей в этот период — земледелие и скотоводство.
В «Списке населённых мест Российской империи», изданном в 1866 году по сведениям 1859 года, населённый пункт упомянут как казённая деревня Муй (Казаклар) Мамадышского уезда Казанской губернии (1-го стана). Располагалась по просёлочной дороге, при речке Муй, в 109 верстах от уездного города Мамадыша и в 48 верстах от становой квартиры, владельческого села Кукмор (Таишевский Завод). В деревне, в 24 дворах проживали 146 человек (78 мужчин и 68 женщин), была мечеть.
В начале XX века в деревне действовала мечеть. В этот период земельный надел сельской общины составлял 183,6 десятин.
До 1920 года деревня входила в Ново-Чурилинскую волость Мамадышского уезда Казанской губернии. С 1920 года в составе Арского кантона ТАССР. С 10 августа 1930 года в Арском районе.
В 1933 году в деревне был организован первый колхоз. С 1995 года коллективное предприятие «Чулпан», с 2004 года сельскохозяйственный производственный кооператив «Чулпан», с 2004 года «Агрокомплекс «Ак Барс». 

## Население
| 1782 | 1859 | 1897 | 1908 | 1920 | 1926 | 1938 | 1949 | 1958 | 1970 | 1979 | 1989 | 2002 | 2010 | 2015 |
| ---- | ---- | ---- | ---- | ---- | ---- | ---- | ---- | ---- | ---- | ---- | ---- | ---- | ---- | ---- |
| 24   | 146  | 183  | 235  | 272  | 275  | 208  | 145  | 145  | 165  | 136  | 100  | 90   | 95   | 88   |

Национальный состав деревни — татары.

## Экономика
Жители занимаются животноводством, земледелием.